# Chauliodus sloani
Chauliodus sloani es una especie de pez de la familia Stomiidae en el orden de los Stomiiformes.

## Morfología
• Los machos pueden llegar alcanzar los 35 cm de longitud total.

## Reproducción
Es ovíparo

## Depredadores
En [[Nami
a]] es depredado por Merluccius capensis y Merluccius paradoxus  ,  en la península ibérica por  Coryphaena hippurus en los Estados Unidos por  Merluccius albidus  , en las Filipinas por  Lagenodelphis hosei y Stenella longirostris y  en Australia por Hoplostethus atlanticus .

## Alimentación
Come peces hueso (principalmente mictófidos) y crustáceo .

## Hábitat
Es un pez de mar y de aguas profundas que vive entre 4000-4.700 m de profundidad.

## Distribución geográfica
Se encuentra en las aguas cálidas y  templadas de todos los océanos, incluyendo el Mediterráneo occidental.